# MSC Rosaria
MSC Rosaria je kontejnerski brod kojeg je 2007. godine izgradilo rumunjsko brodogradilište Mangalia odnosno današnji Daewoo Mangalia Heavy Industries. Brod je u vlasništvu međunarodne brodarske kompanije Mediterranean Shipping Company a plovi pod panamskom zastavom. Riječ je o četvrtom od ukupno dvanaest brodova koliko ih je kompanija naručila.

## Vanjske poveznice
- Informacije o brodu na Vessel Tracking.net  Arhivirana inačica izvorne stranice od 26. studenoga 2019. (Wayback Machine)
- Informacije o brodu na Marine Traffic.com